# Il Boemo
«Il Boemo» (с итал. — «Чех») — художественный историко-биографический фильм 2022 года о жизни и творчестве чешского композитора Йозефа Мысливечка (1737—1781), автор сценария и режиссёр Петр Вацлав. Мысливечек был одним из самых известных и плодовитых композиторов жанра opera seria в Италии второй половины восемнадцатого века, наставником и другом Вольфганга Амадея Моцарта. В фильме снимались Войтех Дык, Елена Радоничич, Барбара Рончи и Лана Влади. Музыка к фильму была записана чешским ансамблем Collegium 1704 под руководством Вацлава Лукса с участием таких мировых солистов, как Филипп Жарусски и Симона Шатурова. Он был выбран в качестве заявки Чехии на Премию Оскар за лучший международный художественный фильм на 95-й церемонии вручения. Премьера состоялась на 70-м Международном кинофестивале в Сан-Себастьяне 19 сентября 2022 года.

## Краткий обзор
Сын пражского мельника, который понял, что не пойдет по стопам отца, Мысливечек в молодости бежит в Венецию, чтобы осуществить свою мечту и стать композитором. Ему это не просто удается: он становится известен как «Иль Боэмо» (то есть «Чех») и его успех превосходит даже его собственные ожидания. В 1770-е годы он достигает наибольшей плодовитости, сочиняя многочисленные произведения в жанре итальянской opera seria.

## В ролях
- Войтех Дык в роли Йозефа Мысливечка
- Барбара Рончи в роли Катерины Габриэлли
- Лана Влади в роли Анны Фракассати
- Елена Радоничич в роли маркизы
- Диего Паготто в роли Орфео Криспи
- Филип Хан в роли Вольфганга Амадея Моцарта
- Сальваторе Ланджелла в роли графа ди Сан-Паоло
- Филипп Жарусски в роли кастрата

## Производство
Фильм создан совместно Чешской Республикой, Италией и Словакией и получил поддержку, среди прочего, Чешского кинофонда, Министерства культуры Италии и Словацкого аудиовизуального агентства. Петр Вацлав выделил «Барри Линдона» Стэнли Кубрика с точки зрения операторской работы, освещения и стиля повествования, а также фильм «Амадей» Милоша Формана, с точки зрения работы с оперой и музыкой, а также конкретных кинематографических отсылок.

## Места съёмок
Места съёмок в Чехии включали Усадебный театр, дворец Мартиничей и дворец Коллоредо-Мансфельд в Праге, Замок Яромержице-над-Рокитной, Докшанский монастырь и цистерцианский монастырь в Пласах, а также Театр Махана в Брно.

## Музыка
Музыку к фильму записал чешский ансамбль Collegium 1704, основатель и дирижёр Вацлав Лукс также выступил музыкальным руководителем фильма. Саундтрек был выпущен Warner Classics на их лейбле Erato Records 23 июня 2023 года. Другим консультантом был американский музыковед Дэниел Эван Фриман, автор первой современной монографии о Мысливечеке.

## Выпуск
Фильм был выбран для показа на основном конкурсе 70-го Международного кинофестиваля в Сан-Себастьяне 19 сентября 2022 года.. «Il Boemo» собрал в прокате 546 351 доллар по всему миру при производственном бюджете около 5,7 миллиона долларов.